# Келей (село)
Келе́й (алт. Келей) — село в Усть-Канском районе Республики Алтай. Входит в состав Усть-Мутинского сельского поселения.

## География
Расположено в горно-степной зоне западной части Республики Алтай и находится у рек Малый Келей и Салдык.
Уличная сеть состоит из трёх улиц: ул. Береговая, ул. Минакова Кудачы и ул. Тан-Чолмон.
Абсолютная высота 982 метра выше уровня моря.

## Население
| 2010 | 2011 | 2012 | 2013 | 2014 | 2015 |
| ---- | ---- | ---- | ---- | ---- | ---- |
| 162  | ↘161 | ↘156 | ↘144 | ↘139 | ↗143 |
| 2016 |      |      |      |      |      |
| ↘130 |      |      |      |      |      |

Национальный состав
Согласно результатам переписи 2002 года, в национальной структуре населения алтайцы составляли 97 % от общей численности населения в 220 жителей.

## Инфраструктура
МОУ «Келейская НОШ».
Сельское хозяйство.  Животноводство. Личное подсобное хозяйство.

## Транспорт
Находится на автодороге регионального значения «Солонешное — Усть-Кан» (идентификационный номер 84К-96) , близ Келейского перевала.